# Lynx (stridsfordon)

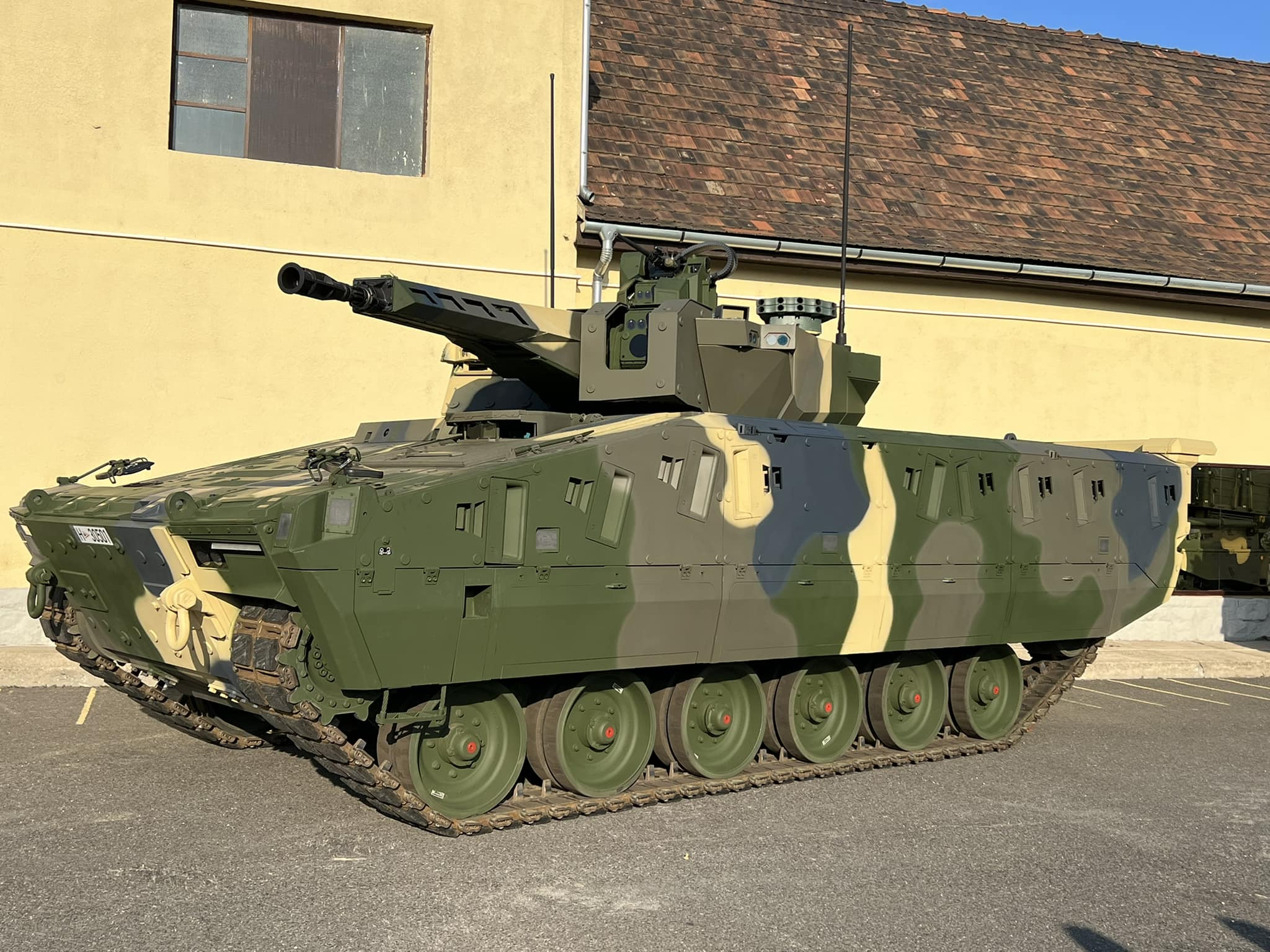
Lynx KF 41 i ungerskt kamouflage

Lynx är ett tyskt pansarskyttefordon utvecklat av Rheinmetall Landsysteme. Fordonet visades för första gången på Eurosatory 14 juni 2016. KF31-versionen har en besättning på tre och plats för ytterligare sex soldater. Varianten KF41 visades på Eurosatory 12 juni 2018. KF41 har en besättning på tre personer och plats för åtta soldater. Räckvidden är 500 km, motorn är på 750 eller 1140 hästkrafter. Toppfarten är 65-70 km/h. Vikten ligger på mellan 34 och 50 ton beroende på variant och konfiguration.

## Beväpning
KF31 var utrustat med ett Lance-torn med en automatkanon på 30 mm eller 35 mm kaliber och kunde bekämpa mål på avstånd på upp till 3 000 meter, både stillastående och under gång. Automatkanonen kunde riktas mellan +45˚ och −10˚ och hade en eldhastighet om 200 skott per minut. Fordoent var vidare försett med en kulspruta med kalibern 7,62 × 51 mm NATO-ammunition och med en maximal skotthastighet på 800 skott i minuten. På fordonet kunde även monteras en valfri pansarvärnsrobot. Demonstrationsfordonet vid Eurosatory 2016 var utrustat med två pansarvärnsrobotar av typen Spike-LR.
KF41-varianten som visades vid Eurosatory 2018 var försedd med ett uppdaterat torn (Lance 2.0). Detta torn har modulär möjlighet, vilket betyder att det kan utrustas med olika vapensystem beroende på uppdrag.
Fordonets eldstödsversion är beväpnad med en slätborrad kanon med 120 mm kaliber. Fordonet bär vidare en lätt kulspruta och en 12,7 mm tung kulspruta som är fjärrmanövrerad. Tornet är försett med åtta Wegmann 76 mm rökgranatskastare.

## Varianter
Båda modellerna kan också anpassas för en mängd olika roller, till exempel stridsledning, spaning, reparation, bärgning eller sjukvårdstransport.